# Escione

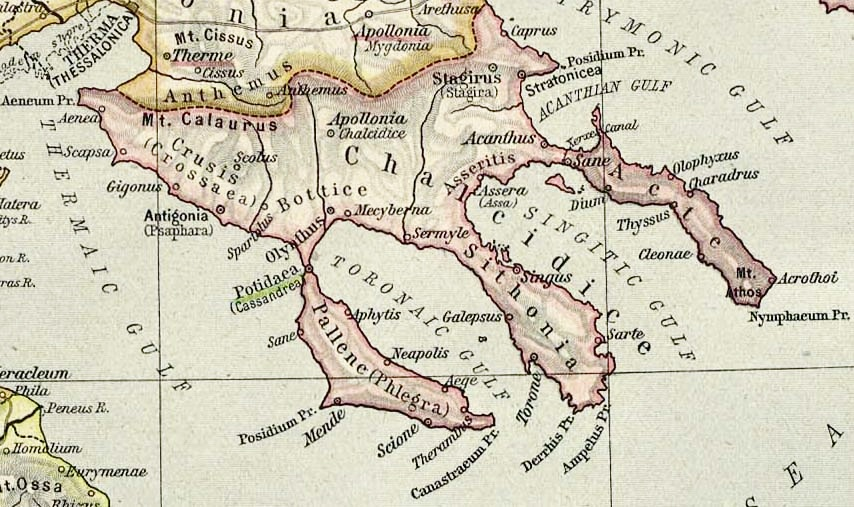
Localització de la ciutat.

Escione (en llatí Scione, en grec antic Σκιώνη) era la ciutat més important de la Pal·lene a Macedònia.
Es considerava una colònia dels aqueus però la llegenda deia, com es deia també d'altres ciutats que no tenien una fundació clarament establerta, que era una ciutat fundada pels guerrers que van tornar de la Guerra de Troia.
Aliats amb Bràsides es va revoltar contra Atenes el març del 421 aC, dos dies després de la treva entre Atenes i Esparta. Els atenencs van aprovar un decret per matar tots els habitants mascles i la van assetjar; Bràsides no va poder aixecar el setge tot i que havia pogut emportar-se a les dones i criatures. Finalment, després d'un llarg bloqueig, la ciutat es va rendir als atenencs que van matar tots els homes en edat militar i les dones i nens que hi van trobar van ser venuts com esclaus.
Se suposa que era entre els caps Paliúri i Posídhi.